# Litmos
Litmos es una plataforma SAAS/ Nube para el (aprendizaje electrónico) e-learning, también conocido como un sistema de gestión de aprendizaje o LMS, con sede en Silicon Valley, CA, EE. UU. Litmos se utiliza para la formación de los empleados, la formación del cliente, la formación del canal, y la formación de cumplimiento.Litmos tiene más de 4 millones de usuarios en todo el mundo, incluyendo la tecnología, la educación, la salud, el comercio minorista, la construcción, el sector público y las empresas sin ánimo de lucro.
Litmos se centra en el mediano mercado corporativo y empresarial, pero también ofrece planes para pequeñas y medianas empresas.

## Historia
Litmos fue fundada por Rich Chetwynd, Dan Allen, y Nicole Fougere. Chetwynd fundó Litmos a principios de 2007 con el objetivo de crear un sistema de gestión de aprendizaje (LMS) que fuera rápido de instalar, fácil de manejar y divertido de usar; Allen desarrolló la solución inicial Litmos.
En junio del 2011, Litmos fue adquirida por CallidusCloud. La compañía se trasladó a una  nueva sede en Dublín, CA en febrero de 2015. En julio de 2015, la compañía adquirió BridgeFront LLC, un proveedor líder de seguros de asistencia sanitaria y el cumplimiento del contenido de la educación para expandir su oferta. Se ha renombrado como Litmos Salud. Litmos adquirió los activos de ViewCentral, líder en el mercado de aprendizaje  de empresa extendida, en abril de 2016. La adquisición añade una plataforma de gestión de ingresos y el comercio electrónico completo diseñado para vender y optimizar la formación rentable.

## Características
Además de los usuarios individuales, grupos y equipos se pueden configurar para asignar y hacer un seguimiento del rendimiento. Los administradores pueden programar y realizar un seguimiento de inscripción y asistencia para los entrenamientos en vivo, así como cursos en línea.
Una variedad de contenido multimedia interactiva puede ser cargada a Litmos, incluyendo Centellea, Vídeo, PowerPoint, Audio, y SCORM;hay un Editor de HTML, editor de evaluaciones y editor de cuestionarios para construir módulos dentro Litmos. Litmos también es compatible con las subidas del alumno (asignaciones), curso foros de discusión, gamification con tablas de clasificación, y el IOS y aplicaciones para dispositivos móviles Android. Litmos es compatible con una serie de características estándar para el software de esta categoría, incluido el apoyo para la venta de cursos y opciones de extensibilidad.

## Tecnología
Litmos está escrito en el lenguaje de programación NET y alojado en la infraestructura basada en Windows. La interfaz hace uso de las características HTML5 y la interacción basada en Ajax. Litmos usan Bootstrap, que permite la personalización de la apariencia.

## Premios
- 2015 Oro Brandon al Mejor Avance de Grupo de Sala en Aprendizaje de Tecnología de Gestión[8]